# Pogonomyrmex coarctatus
Pogonomyrmex coarctatus är en myrart som beskrevs av Mayr 1868. Pogonomyrmex coarctatus ingår i släktet Pogonomyrmex och familjen myror. Inga underarter finns listade i Catalogue of Life.

## Bildgalleri

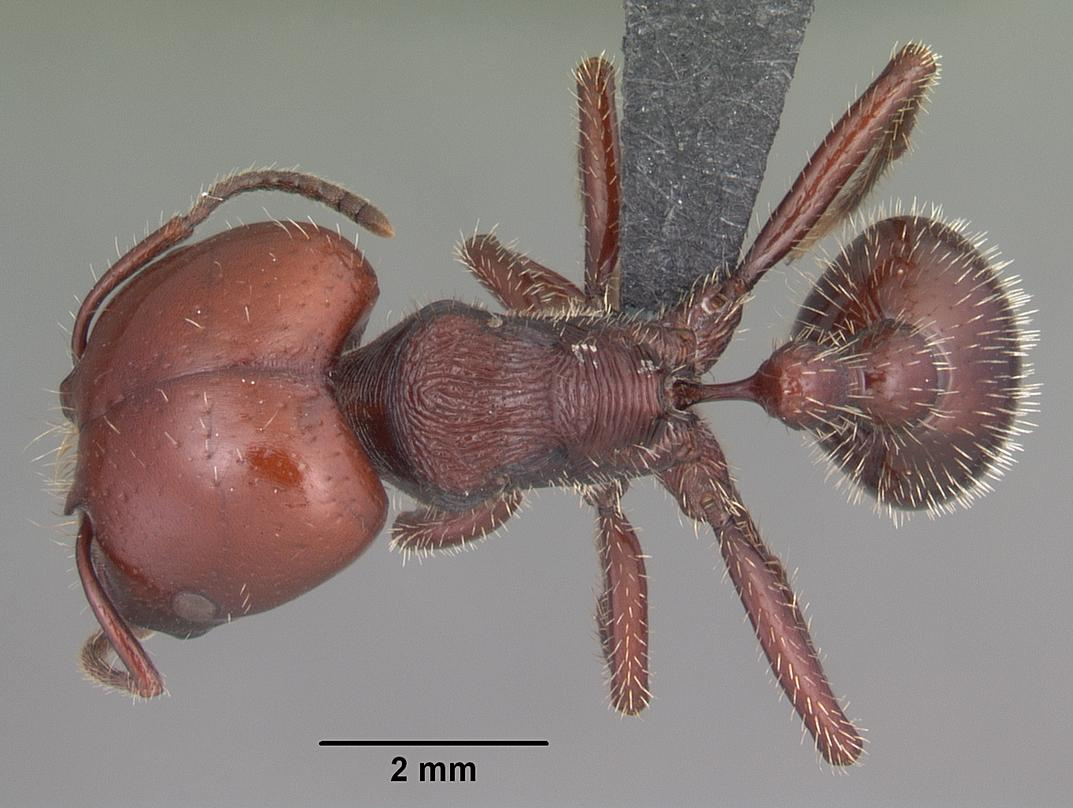
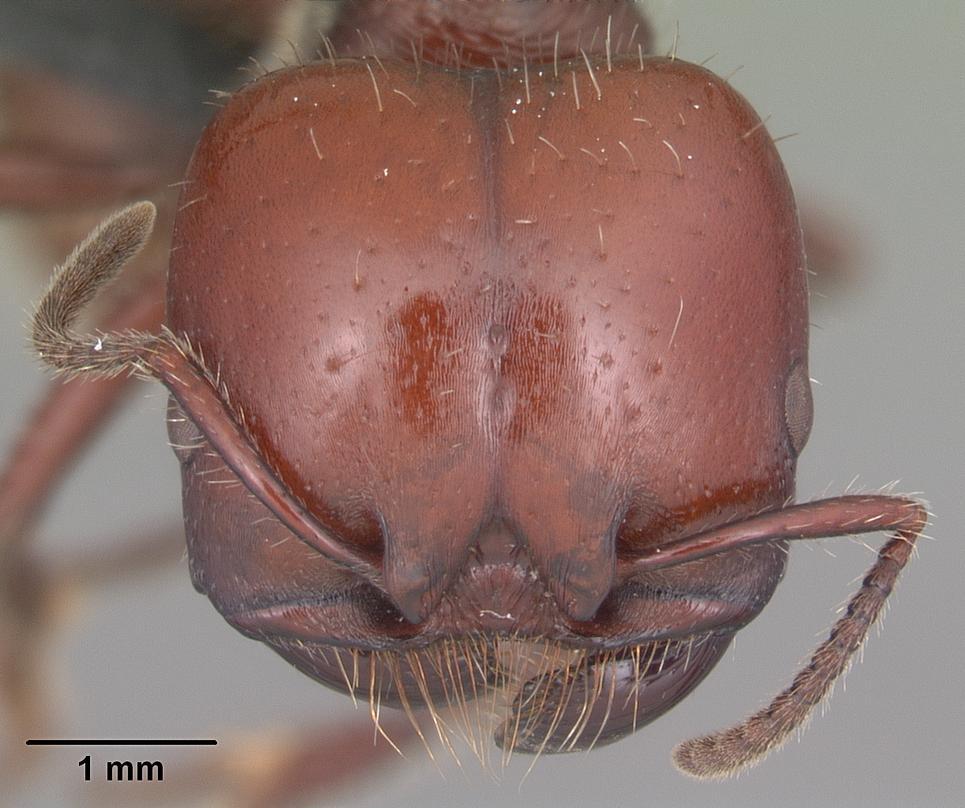
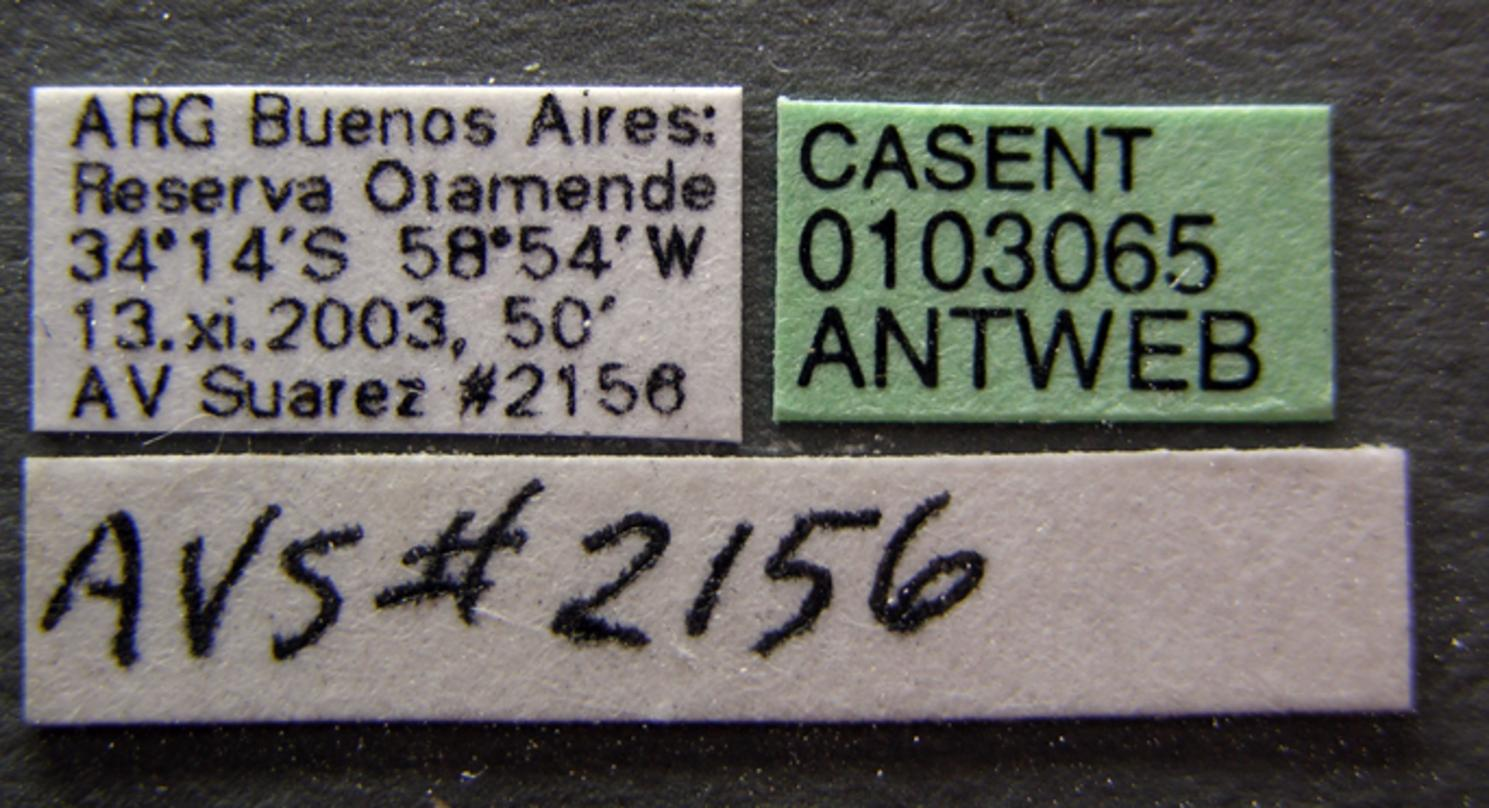
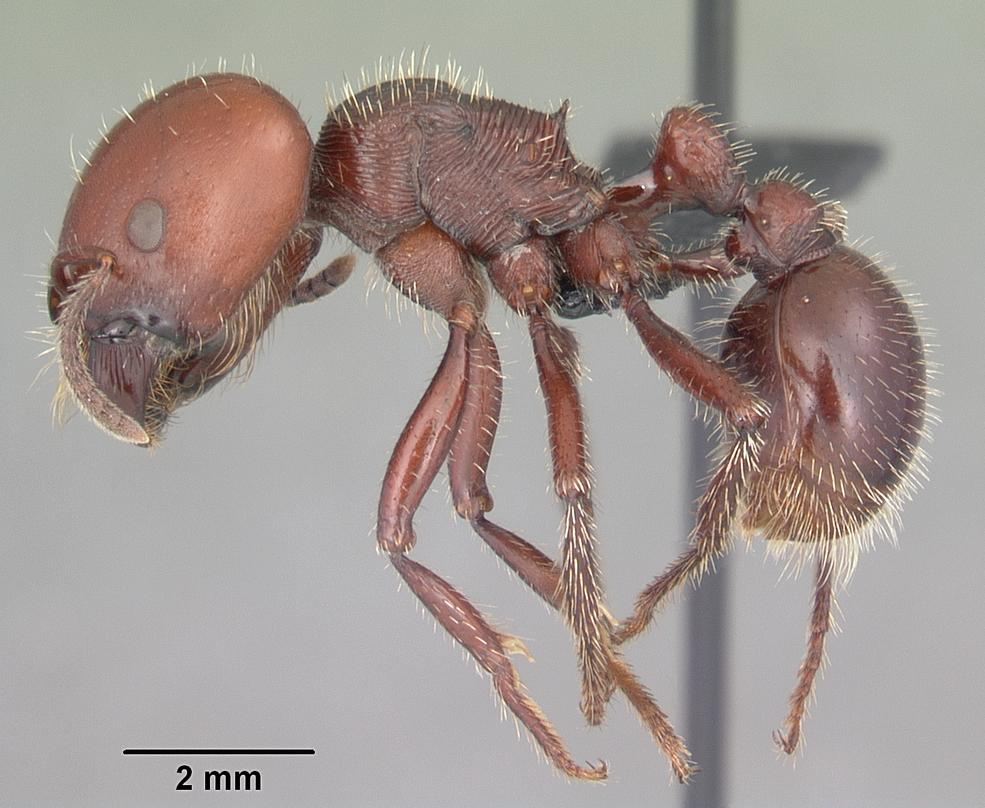
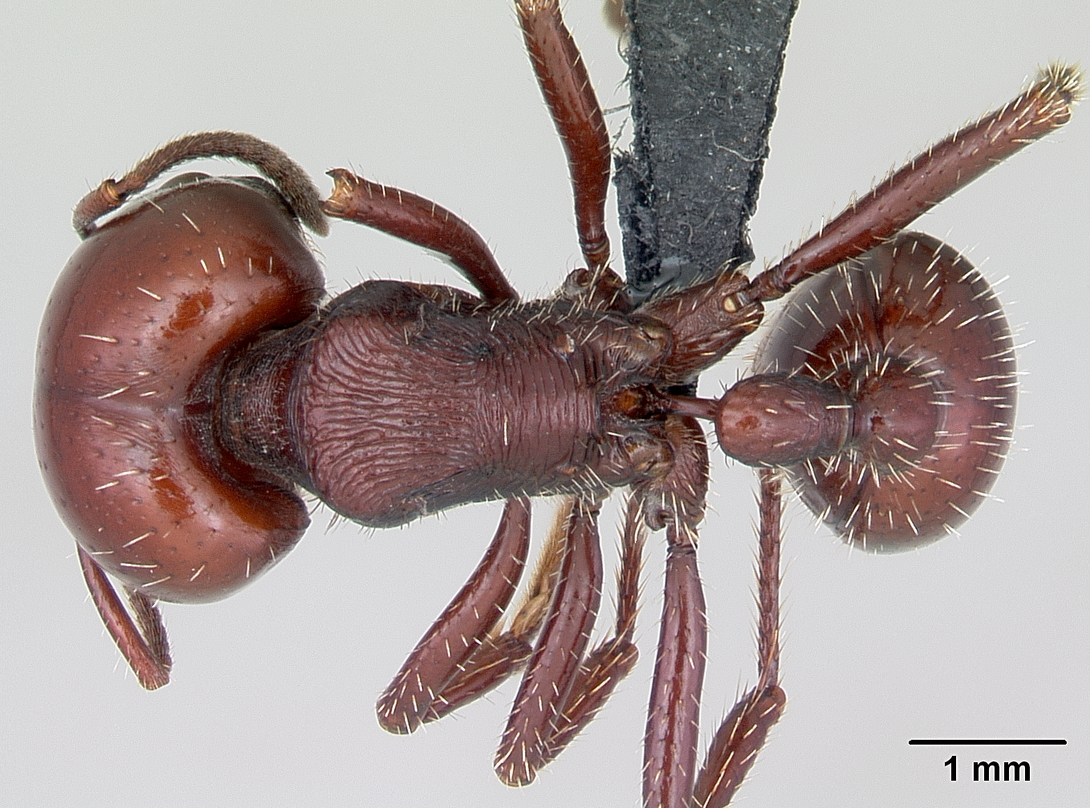
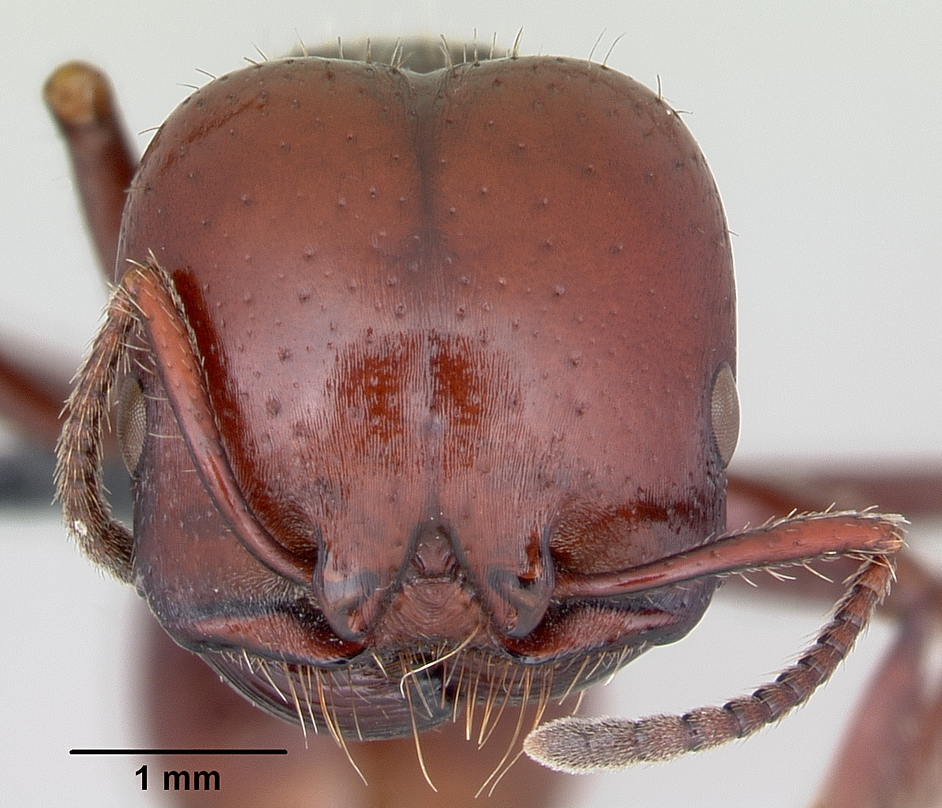